# Éclans-Nenon
Éclans-Nenon est une commune française située dans le département du Jura, dans la région culturelle et historique de Franche-Comté et la région administrative Bourgogne-Franche-Comté.

## Géographie

### Situation
Le village d'Éclans se situe dans une « reculée » rectangulaire de la forêt de Chaux. Il s'organise autour d'une route qui s'y enfonce, longe le château et rejoint plus haut une retenue d'eau dénommée « le grand étang ».
| Rochefort-sur-Nenon | Audelange       | Lavans-lès-Dole |
| Falletans           | Éclans-Nenon    | Our             |
| Belmont             | La Vieille-Loye | Santans         |

### Lieux-dits et écarts
- Nenon, Éclangeot.

### Hydrographie
- Le Doubs, en bordure nord de la commune.

### Climat
Pour des articles plus généraux, voir Climat de la Bourgogne-Franche-Comté et Climat du département du Jura.
En 2010, le climat de la commune est de type climat des marges montargnardes, selon une étude du Centre national de la recherche scientifique s'appuyant sur une série de données couvrant la période 1971-2000. En 2020, Météo-France publie une typologie des climats de la France métropolitaine dans laquelle la commune est exposée à un climat semi-continental et est dans la région climatique  Jura, caractérisée par une forte pluviométrie en toutes saisons (1 000 à 1 500 mm/an), des hivers rigoureux et un ensoleillement médiocre.
Pour la période 1971-2000, la température annuelle moyenne est de 10,6 °C, avec une amplitude thermique annuelle de 17,5 °C. Le cumul annuel moyen de précipitations est de 1 023 mm, avec 12,5 jours de précipitations en janvier et 8,9 jours en juillet. Pour la période 1991-2020, la température moyenne annuelle observée sur la station météorologique de Météo-France la plus proche, « Dole », sur la commune de Dole à 9 km à vol d'oiseau, est de 11,6 °C et le cumul annuel moyen de précipitations est de 1 023,0 mm. 
La température maximale relevée sur cette station est de 40 °C, atteinte le 31 juillet 2020 ; la température minimale est de −24 °C, atteinte le 10 janvier 1985,,.
Les paramètres climatiques de la commune ont été estimés pour le milieu du siècle (2041-2070) selon différents scénarios d'émission de gaz à effet de serre à partir des nouvelles projections climatiques de référence DRIAS-2020. Ils sont consultables sur un site dédié publié par Météo-France en novembre 2022.

## Urbanisme

### Typologie
Au 1er janvier 2024, Éclans-Nenon est catégorisée commune rurale à habitat dispersé, selon la nouvelle grille communale de densité à sept niveaux définie par l'Insee en 2022.
Elle est située hors unité urbaine. Par ailleurs la commune fait partie de l'aire d'attraction de Dole, dont elle est une commune de la couronne,. Cette aire, qui regroupe 87 communes, est catégorisée dans les aires de 50 000 à moins de 200 000 habitants,.

### Occupation des sols
L'occupation des sols de la commune, telle qu'elle ressort de la base de données européenne d’occupation biophysique des sols Corine Land Cover (CLC), est marquée par l'importance des forêts et milieux semi-naturels (82,9 % en 2018), une proportion sensiblement équivalente à celle de 1990 (83,1 %). La répartition détaillée en 2018 est la suivante : 
forêts (76,8 %), terres arables (11,4 %), milieux à végétation arbustive et/ou herbacée (6,1 %), zones agricoles hétérogènes (2,1 %), zones urbanisées (1,5 %), prairies (1,4 %), eaux continentales (0,7 %). L'évolution de l’occupation des sols de la commune et de ses infrastructures peut être observée sur les différentes représentations cartographiques du territoire : la carte de Cassini (XVIIIe siècle), la carte d'état-major (1820-1866) et les cartes ou photos aériennes de l'IGN pour la période actuelle (1950 à aujourd'hui).

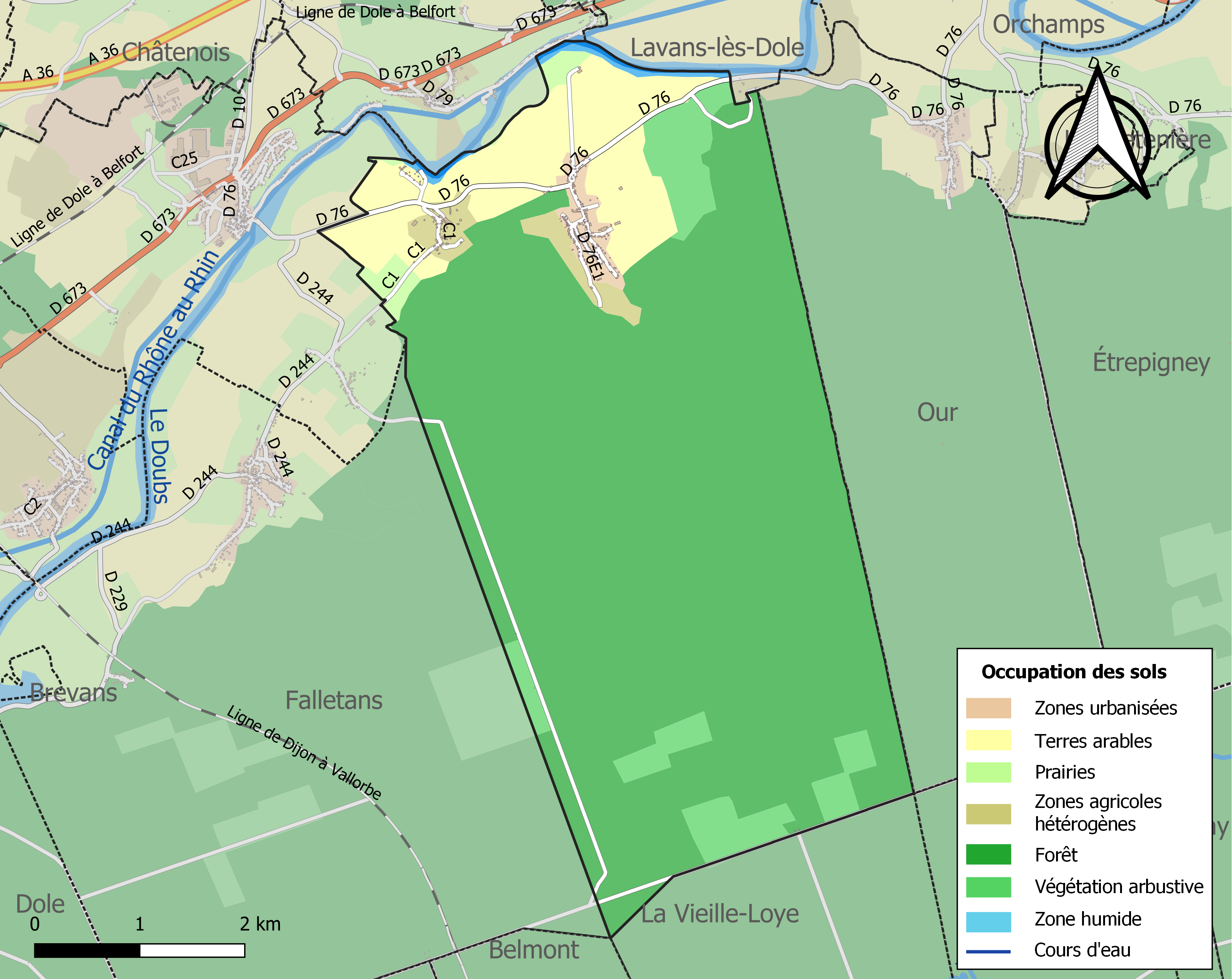
Carte des infrastructures et de l'occupation des sols de la commune en 2018 (CLC).

## Histoire
La commune résulte de la fusion en 1973 d'Éclans et de Nenon.
Un tumulus est cité par divers historiens comme le lieu où les Romains dirigés par Jules César, après leur victoire dans la Plaine de la Lune sur les Séquanais, dirigés par Arioviste, ont réuni leurs morts et les ont brûlés. La terre de ce tumulus était noire et légère alors que celle des environs est rougeâtre et compacte.
Le village d'Éclans, autrefois écrit Esclans ou parfois Exclans dans les registres paroissiaux, a été précédé dans l'histoire par celui d'Éclangeot, situé plus près du Doubs.
Parmi les cultures anciennement pratiquées, il y eut celle du chanvre et bien sûr de la vigne, comme en témoigne une vente de biens vers 1606.
L'église d'Eclangeot, placée sous le patronage de saint Germain semble avoir été au départ une dépendance des chevaliers de l'ordre du Temple, dont une commanderie était située non loin de là, à Falletans. Après la suppression de l'ordre des Templiers, leurs biens, ici comme ailleurs, furent récupérés par l’ordre de Malte. Le 11 janvier 1735, l'église et le cimetière de la paroisse d'Eclangeot sont « frappés d'interdit » du fait des inondations du Doubs. Les inhumations se font à Falletans et à Our. En 1780, l'église et le cimetière du village d'Éclans sont bénis. Éclans devient une paroisse à la place de celle d'Éclangeot. L'église d'Éclangeot s'écroula en 1782 et ce fut la chapelle du château voisin, érigée en église paroissiale, qui devint l'actuelle église d'Eclans. En 2006, subsiste sur les lieux du hameau d'Éclangeot un corps de ferme dont le linteau de porte, selon les propriétaires, provient de l'ancien hameau.
Le château des seigneurs d’Éclans a été détruit au XVe siècle par les troupes de Louis XI lors de la guerre de succession de Bourgogne. Le château actuel a été construit par Charles Petrey, conseiller au parlement de Dole au XVIIe siècle. Rodrigue-Thérèse Masson, baron d’Éclans et de Longvy, issu des Pétrey par son arrière-grand-mère Suzanne Pétrey, transforma le château dans le style de l’époque au XVIIIe. Le dernier seigneur d’Éclans fut Charles François Masson, amateur de chasse à courre, grand dépensier, il organisait de grandes fêtes dans le château et son parc. Ruiné, il dut vendre le château en 1820.
Un bac a relié jusqu'au début du XXe siècle, le lieu-dit d'Éclangeot à la rive d'en face, au lieu-dit Les Aijottes.
Des baraques de bûcherons, charbonniers... (« Les Baraques du IV ») étaient reliées à ce village, comme en témoignent des naissances, mariages et décès signalés dans les registres d'État Civil et Registres paroissiaux. En 1935, le dernier couple d'habitants a quitté la Baraque n° 1 du IV.

## Toponymie
Eclangeot (1177 Asclanget).
Eclangeot (Eclans) 1339 ecclesia de Esclangeat TOB XIV°; Esclanget PB ; de Eclans J 1338.

## Politique et administration

### Liste des maires
| Période        | Période        | Identité                    | Etiquette | Qualité                          |
| -------------- | -------------- | --------------------------- | --------- | -------------------------------- |
| mars 2001      | mars 2008      | Jean Gallet                 | DVD       |                                  |
| mars 2008      | mars 2014      | Christiane Porteret         | PCF       |                                  |
| mars 2014      | mars 2018      | Hervé Prat                  | EÉLV      | Professeur d'Histoire-Géographie |
| mars 2018      | juin 2018      | Virginie Poigeaut (intérim) | SÉ        | Infirmière                       |
| juin 2018      | septembre 2021 | Jacky Zasempa               | DVG       | Retraité                         |
| septembre 2021 | octobre 2021   | Sophie Combel               | SÉ        |                                  |
| octobre 2021   | février 2022   | Nathalie Burtin (intérim)   | SÉ        |                                  |
| février 2022   | en cours       | Gabriel Bremond             | DVG       | Gérant de camping                |

Le 1er mars 2018, Hervé Prat démissionne de son poste de maire à la suite d'un désaccord au sein du conseil municipal sur un éventuel accueil de migrants,. Virginie Poigeaut (alors première-adjointe) occupe le poste par intérim. Des élections partielles sont organisées le 14 juin 2018 ; elles sont remportées par Jacky Zasempa, qui, après avoir été réélu en 2020, démissionne en septembre 2021. Sophie Combel lui succède avant de démissionner un mois plus tard. La préfecture missionne Nathalie Burtin comme maire par intérim, avant des élections partielles organisées en février 2022, qui voient l'élection de Gabriel Bremond comme maire.

### Politique environnementale
L'ancien maire Hervé Prat, membre des Verts jusqu'en 2008 et d'EÉLV à partir de 2014, était très impliqué en faveur de l'environnement.

## Population et société

### Démographie
L'évolution du nombre d'habitants est connue à travers les recensements de la population effectués dans la commune depuis 1793. Pour les communes de moins de 10 000 habitants, une enquête de recensement portant sur toute la population est réalisée tous les cinq ans, les populations de référence des années intermédiaires étant quant à elles estimées par interpolation ou extrapolation. Pour la commune, le premier recensement exhaustif entrant dans le cadre du nouveau dispositif a été réalisé en 2005.

En 2022, la commune comptait 373 habitants, en évolution de −3,37 % par rapport à 2016 (Jura : −0,81 %, France hors Mayotte : +2,11 %).
| 1793 | 1800 | 1806 | 1821 | 1831 | 1836 | 1841 | 1846 | 1851 |
| ---- | ---- | ---- | ---- | ---- | ---- | ---- | ---- | ---- |
| 520  | 363  | 365  | 482  | 484  | 473  | 458  | 448  | 417  |

| 1856 | 1861 | 1866 | 1872 | 1876 | 1881 | 1886 | 1891 | 1896 |
| ---- | ---- | ---- | ---- | ---- | ---- | ---- | ---- | ---- |
| 385  | 361  | 342  | 311  | 304  | 280  | 259  | 272  | 241  |

| 1901 | 1906 | 1911 | 1921 | 1926 | 1931 | 1936 | 1946 | 1954 |
| ---- | ---- | ---- | ---- | ---- | ---- | ---- | ---- | ---- |
| 255  | 225  | 219  | 204  | 220  | 214  | 166  | 147  | 173  |

| 1962 | 1968 | 1975 | 1982 | 1990 | 1999 | 2005 | 2006 | 2010 |
| ---- | ---- | ---- | ---- | ---- | ---- | ---- | ---- | ---- |
| 154  | 138  | 198  | 222  | 329  | 383  | 388  | 383  | 410  |

| 2015 | 2020 | 2022 | - | - | - | - | - | - |
| ---- | ---- | ---- | - | - | - | - | - | - |
| 381  | 379  | 373  | - | - | - | - | - | - |